# دوف زاخيم
دوف إس زاخيم (بالإنجليزية: Dov S. Zakheim)‏ هو مسؤول سابق في حكومة الولايات المتحدة.